# Monte Kailash
O Monte Kailash (em tibetano: གངས་རིན་པོ་ཆེ, Kangrinboqê ou Gang Rinpoche; em chinês: 冈仁波齐峰, Gāng rén bō qí fēng; em sânscrito: कैलाश पर्वत, Kailāśā Parvata) é uma montanha do Tibete, considerada como um dos lugares mais sagrados para os hindus e budistas.
Situado na prefeitura de Ngari, junto aos lagos Manasarovar e do Rakshasta, é a nascente de quatro dos maiores rios da Ásia: o Ganges, o rio Bramaputra, o rio Indo e o rio Sutle.
Os budistas consideram-na o centro do universo (cada budista aspira a dar-lhe a volta) e para os hindus é a morada de Xiva. Os jainistas e os bönpos também consideram a montanha sagrada. As proximidades da montanha divina são lugares santos onde "as pedras rezam".

## Significado do nome
A palavra Kailâsa significa cristal em hindi. Os Tibetanos chamam-lhe Ghang Rimpoche ou Khang Ripoche, o que significa a preciosa joia das neves e os jainistas Ashtapada. Também é chamada Tise ou Meru.

## Significação religiosa
Para os hindus, o cume do Kailâsa é considerado a residência de Xiva e de sua Shákti, Parvati — literalmente filha da montanha —, o que explica seu carácter sagrado para os hindus, que vêm também a montanha como um lingan acompanhado da yoni simbolizada pelo Lago Manasarovar.
Para os budistas, a montanha é o centro do universo e cada budista aspira em dar-lhe a volta.
Os jainistas e bönpos (religião tradicional do Tibete anterior ao budismo) também consideram a montanha sagrada. As proximidades da montanha divina são lugares santos onde "as pedras rezam".
Segundo uma lenda, durante uma disputa com um monge bön, o mestre Milarepa, para mostrar sua superioridade, ter-se-ia transportado no cimo da serra sobre um raio de sol.

## Peregrinação
Todos os anos, milhares fazem uma peregrinação a Kailash, seguindo uma tradição que remonta milhares de anos. Peregrinos de várias religiões acreditam que circundar  o monte Kailash a pé é um ritual sagrado que irá trazer boa sorte. A peregrinação é feita no sentido horário por budistas e hindus. Seguidores das religiões Jain e Bonpo circundam a montanha em um sentido anti-horário. O caminho ao redor do Monte Kailash é 52 km (32 milhas) de comprimento.
Alguns peregrinos acreditam que a caminhada inteira em torno do monte Kailash deve ser feita em um único dia, o que não é considerado uma tarefa fácil. Uma pessoa em boa forma andando rápido levaria talvez de 15 horas para completar a marcha de 52 km.

## Ascensões
O cimo desta montanha nunca foi atingido. Em 2001, o anúncio duma autorização concedida pela China a um alpinista espanhol suscitou grande emoção e reprovação unânime.
Numerosas associações solidárias com os tibetanos e grupos de alpinistas protestaram, e finalmente a China interditou todas as escaladas do Monte Kailash, afirmando mesmo nunca ter dado autorização alguma.
A Reinhold Messner fora dada a oportunidade pelo governo chinês para escalar a montanha em 1980, mas ele recusou.
Messner, referindo-se aos planos espanhóis, disse: "Se nós conquistamos essa montanha, então nós conquistamos algo na alma das pessoas ... eu sugiro que vá subir algo um pouco mais difícil. O Kailash não é tão alto e não tão difícil ".

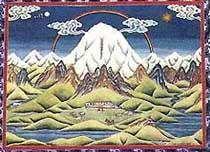
O monte Kailash. Thangka tibetano.
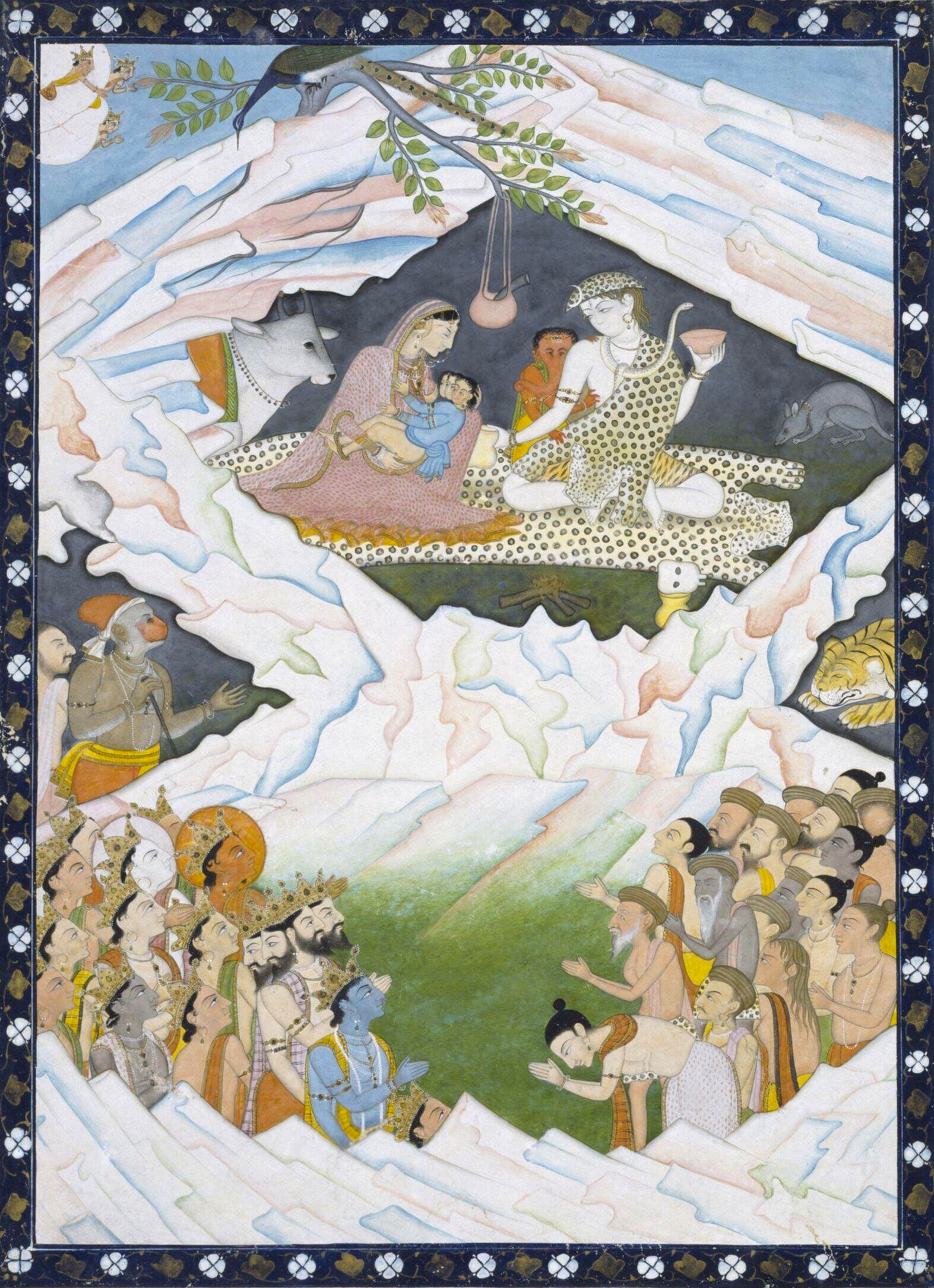
Shiva, Parvati e Ganesh recebendo homenagem dos devas e dos rishis sobre a encosta do monte Kailash. Miniatura indiana do século XVIII.